# Potomida littoralis
Mulette des rivières
Espèce
Synonymes
- Unio marteli Pallary, 1918[1]

Statut de conservation UICN

 EN A4ce : En danger
Potomida littoralis, communément appelé la Mulette des rivières, est une espèce de mollusques bivalves d'eau douce de la famille des Unionidae.
Elle vit dans les fonds de rivières à courant calme, voire dans les canaux, avec fonds sableux et caillouteux.
Sur la liste rouge mondiale de l'UICN (évaluation 2014), elle est évaluée en danger de disparition (EN) 
.

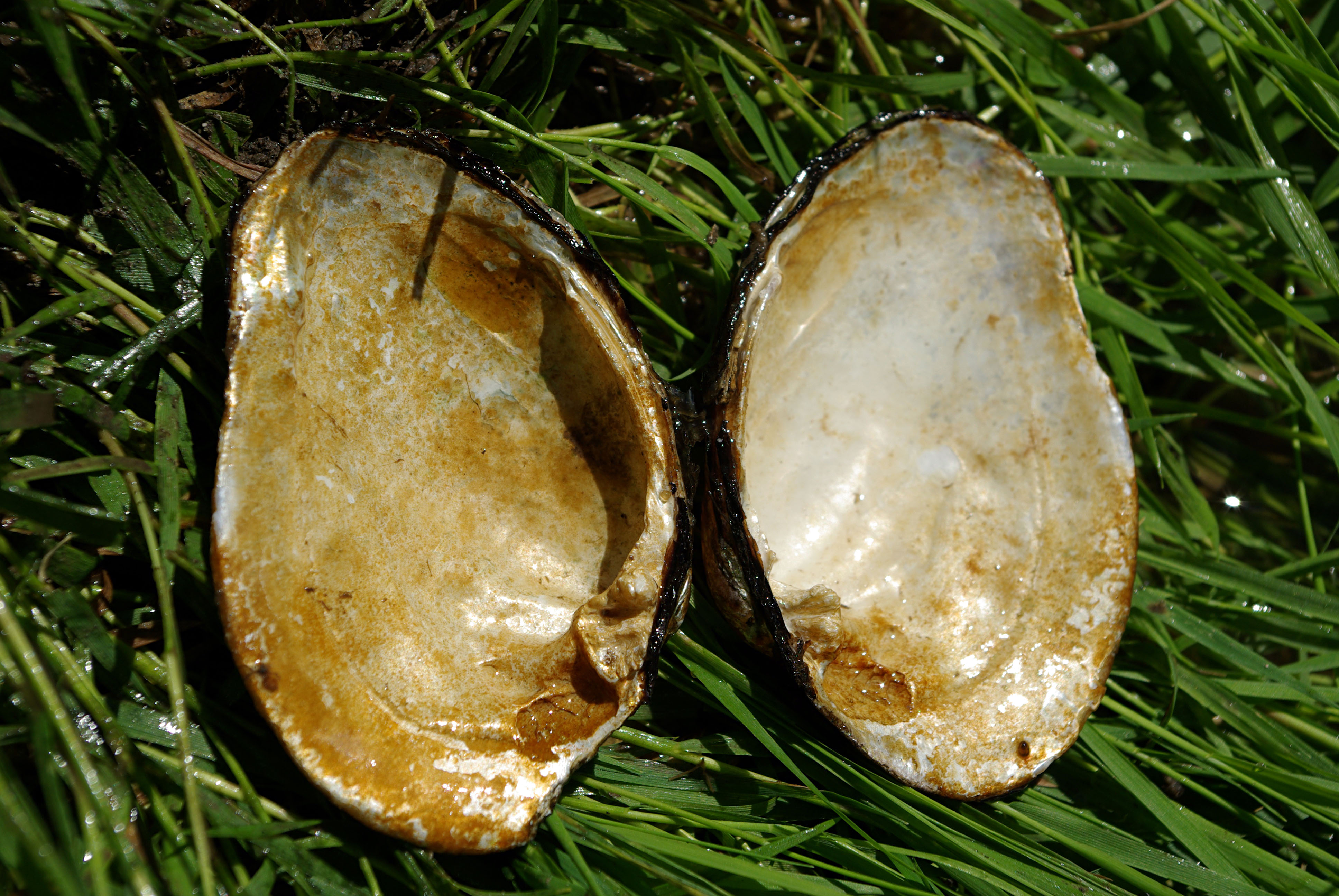
Vue des coquilles de Potomida littoralis

L'espèce est présente en France métropolitaine. Présentée comme "fort commune" par Georges Cuvier en 1798, elle est aujourd'hui menacée d'extinction et sa disparition est avérée dans divers départements du Nord de la France, bien qu'elle soit présente dans la Seine à Paris.

## Description
Sa coquille est épaisse et presque quarrée. Sa charnière est constituée, d'un côté, d'une dent qui entre dans 
une fossette de la valve opposée, et de l'autre côté, par une longue lame qui s'insère entre deux lames semblables.

## Systématique

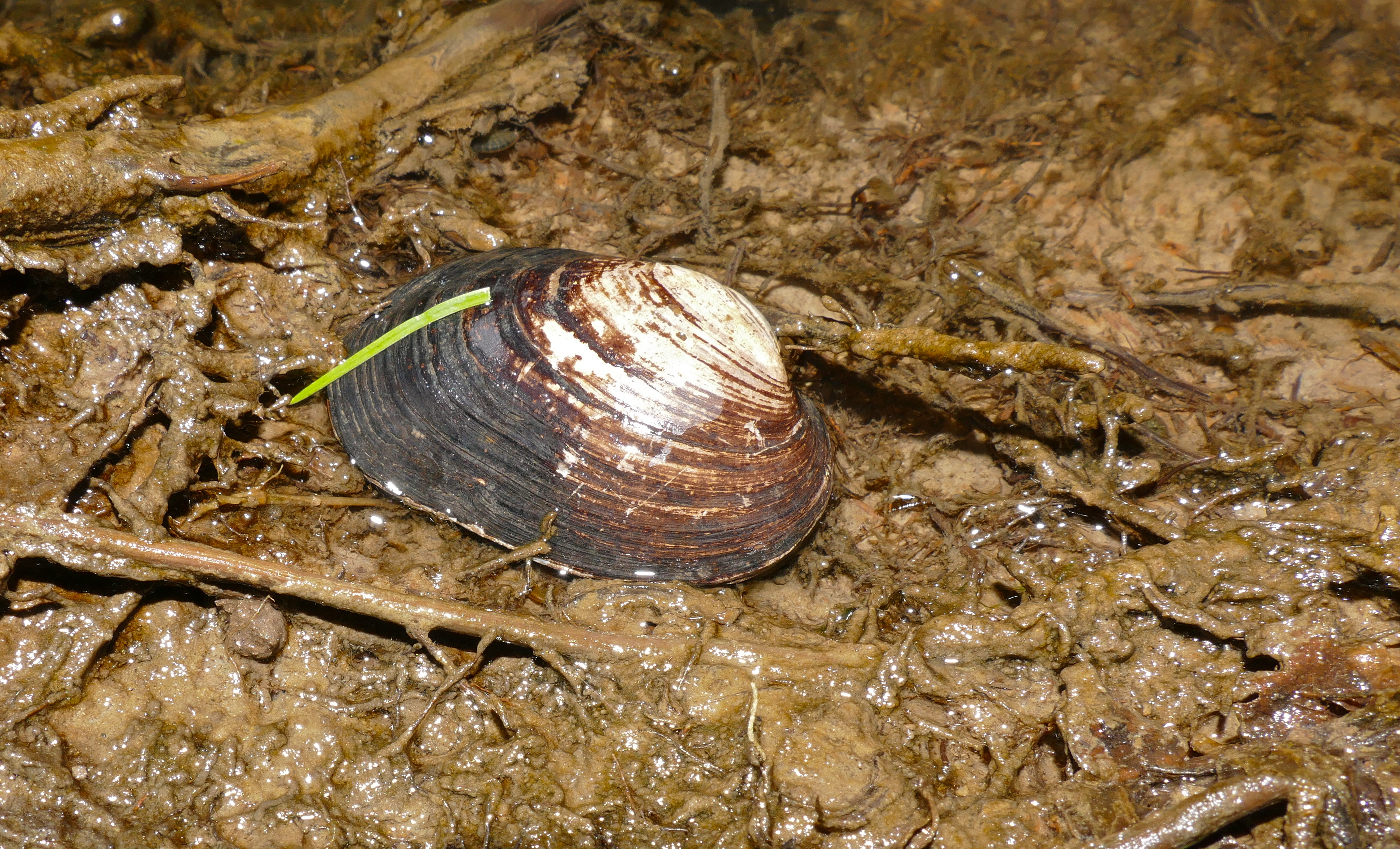
Coquille sur les bords de l'Orne, France

La description originale de cette espèce, sous le basionyme Unio littoralis, est due au naturaliste français Georges Cuvier en 1798.

### Publication originale
- Cuvier, G. L. 1798. Tableau élémentaire de l'Histoire Naturelle des Animaux. Baudouin, Paris, 710 pages. (BHL - p.425)

### Liste des sous-espèces
Selon NCBI (13 janvier 2021) :
- sous-espèce Potomida littoralis acarnanica (Kobelt, 1879)
- sous-espèce Potomida littoralis semirugata (Lamarck, 1819)